# Krisecenter
Et krisecenter er et tilflugtssted for personer som søger et sikkert tilholdssted, for at blive fri for voldsovergreb så som partnervold.
Dannerhuset og Frederiksværk Krisecenter er eksempler på kendte krisecentre i Danmark. Der findes krisecentre for både mænd og kvinder og deres børn.
I Danmark var der i 2021 omkring 78 krisecentre til kvinder og 9 krisecentre til mænd, 4 krisecentre der accepterer både mænd og kvinder, og to centre for æres-relateret vold (både mænd og kvinder). Krisecentretilbud og andre rådgivningstilbud koordineres gennem Lev Uden Vold.

## Lovgivning om krisecentre
Mænd og kvinder har forskellige forudsætninger for at få adgang til hjælp på et krisecenter når de er udsat for partnervold. Kvinders adgang til krisecentre er sikret via Serviceloven §109:
"Kommunalbestyrelsen skal tilbyde midlertidigt ophold i boformer til kvinder, som har været udsat for vold, trusler om vold eller tilsvarende krise i relation til familie- eller samlivsforhold. Kvinderne kan være ledsaget af børn, og de modtager under opholdet omsorg og støtte."
Partnervoldsudsatte mænd er ikke dækket af en lov til dette formålet. Derfor operer krisecentrene der hjælper mænd og deres børn under Serviceloven §110, som er tiltænkt hjemløse:
"Kommunalbestyrelsen skal tilbyde midlertidigt ophold i boformer til personer med særlige sociale problemer, som ikke har eller ikke kan opholde sig i egen bolig, og som har behov for botilbud og for tilbud om aktiverende støtte, omsorg og efterfølgende hjælp."
Den forskellige behandling af kvinder og mænd giver ikke den samme adgang til krisecentre, sikkerhed og støtte. 
Forsøg på at ændre Serviceloven §109 til en lov der gælder alle partnervoldsramte er blevet rejst af partier og nedstemt i Folketinget og som borgerforslag til Folketinget.

## Reference
1. ↑  Frederiksværk Krisecenter
2. ↑  Lassen, B; Haggren Nielsen, N; Winther, M; Bates, EA (2023). "Men's Exposure to Intimate Partner Violence and Their Experiences With a Crisis Center in Denmark". Partner Abuse. 14 (1): 133-156. doi:10.1891/PA-2022-0032.
3. ↑  Lev uden Vold, Lev Uden Vold, hentet 27. februar 2023
4. ↑  Serviceloven §109, Retsinformation, hentet 27. februar 2023
5. ↑  Serviceloven §110, Retsinformation, hentet 27. februar 2023
6. ↑  Folketinget, Folketinget, hentet 27. februar 2023
7. ↑  Mandlige ofre for partnervold fortjener lige ret til hjælp, Folketinget, hentet 27. februar 2023

| Socialt arbejde | Spire Denne artikel om socialt arbejde er en spire som bør udbygges. Du er velkommen til at hjælpe Wikipedia ved at udvide den. |